# Huỳnh Ngọc Vinh
Huỳnh Ngọc Vinh (tiếng Trung: 黃玉榮; bính âm: Huang Yu Rong; sinh ngày 1 tháng 4 năm 1977) là một diễn viên và ca sĩ người Đài Loan, đồng thời là thành viên của nhóm nhạc 183 Club. Anh mang hai dòng máu Khách Gia và A Mỹ (Amis).

## Sự nghiệp diễn xuất

### Phim truyền hình
| Năm  | Tựa tiếng Anh (hoặc tiếng Việt) | Tựa tiếng Hoa | Vai diễn                | Chú thích                                                |
| ---- | ------------------------------- | ------------- | ----------------------- | -------------------------------------------------------- |
| 2003 | Holding Hands Towards Tomorrow  | 牽手向明天    | Li Bo Shan              |                                                          |
| 2004 | In Love with a Rich Girl        | 愛上千金美眉  | Justin                  |                                                          |
| 2004 | Áo Cưới Thiên Quốc              | 天國的嫁衣    | A Ken (阿Ken)           |                                                          |
| 2005 | Hoàng tử Ếch                    | 王子變青蛙    | Lý Đại Vỹ (李大偉)      | Phim truyền hình Đài Loan có tỷ suất người xem cao thứ 3 |
| 2006 | Phép màu                        | 愛情魔髮師    | Tiêu Triết Minh         |                                                          |
| 2007 | Sợi dây chuyền định mệnh        | 放羊的星星    | Triệu Thập Tam (趙十三) |                                                          |

### Phim điện ảnh
- Đài Bắc Vãn Cửu Triều Ngũ 臺北晚九朝五